# Daoud Miktadi
Daoud Miktadi, né le 17 décembre 1985, est un footballeur international comorien évoluant au poste d'attaquant pour l'Étoile d'or Mirontsy en première division comorienne ainsi qu'avec la sélection des Comores.

## Biographie

### Carrière en club
Daoud Miktadi évolue à l'Étoile d'or Mirontsy de 2009 à 2010, au Steal Nouvel de Sima en 2017 et à l'Étoile d'or en 2018.

### Carrière internationale
Daoud Miktadi réalise ses débuts avec l'équipe nationale des Comores lors d'un match amical contre Djibouti le 17 décembre 2006 (victoire 4-2), où il inscrit un but. Il dispute les éliminatoires de la Coupe du monde de football 2010, marquant un but contre Madagascar le 14 octobre 2007. Il dispute la Coupe COSAFA 2019 qui voit les Comoriens éliminés en quarts de finale, ainsi que les qualifications à la Coupe d'Afrique des nations de football 2012 et les qualifications pour le Championnat d'Afrique des nations de football 2016.